# Ladislaus von Czachorski

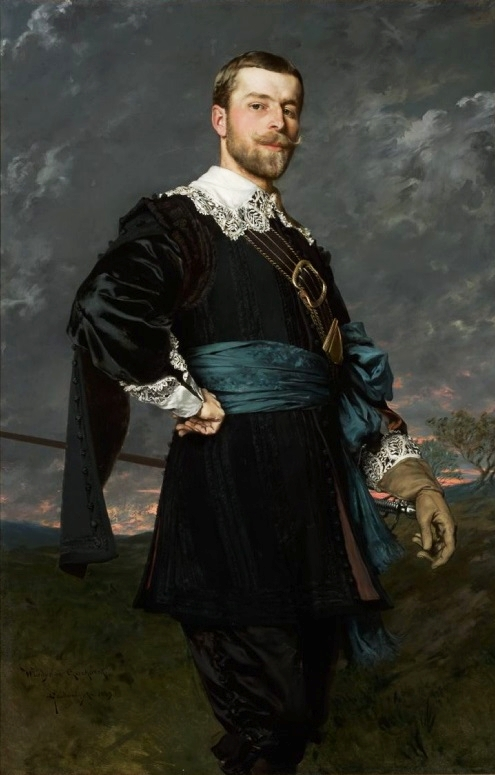
Selbstbildnis (1886)

Ladislaus von Czachorski (poln. Władysław Czachórski, lies Wuadisuaf Tschachurski) (* 22. September 1850 in Grabowczyk bei Lublin; † 13. Januar 1911 in München) war ein polnischer akademischer Maler.
Er studierte 1866–1867 in der Zeichenklasse in Warschau bei Rafał Hadziewicz, dann 1868 in Dresden, 1869–1873 in München. 1874–1877 besuchte er Italien und Frankreich. 1879 ließ er sich in München nieder, wo er bald als Porträtmaler des reichen Münchener Bürgertums anerkannt wurde. Er wurde Vertreter der gründerzeitlicher Malerei der Münchner Piloty-Schule. Er erhielt die Ehrenprofessorwürde der Akademie der Bildenden Künste München. 1893 wurde er mit dem Orden vom Heiligen Michael ausgezeichnet.
Er malte vorwiegend Genreszenen, Porträts und Stillleben sowie Bilder über Shakespeare-Dramen, im Stil von Gerard ter Borch. Seine Malerei zeigte keinen Einfluss von zeitgenössischen Strömungen, zeichnete sich durch eine fotografische Präzision aus. Einige besonders gelungene Bilder wiederholte er mehrmals mit geringfügigen Änderungen.
Die Kunstkritiker warfen ihm die Banalität seiner Werke vor.

## Abbildungen
(Auswahl)

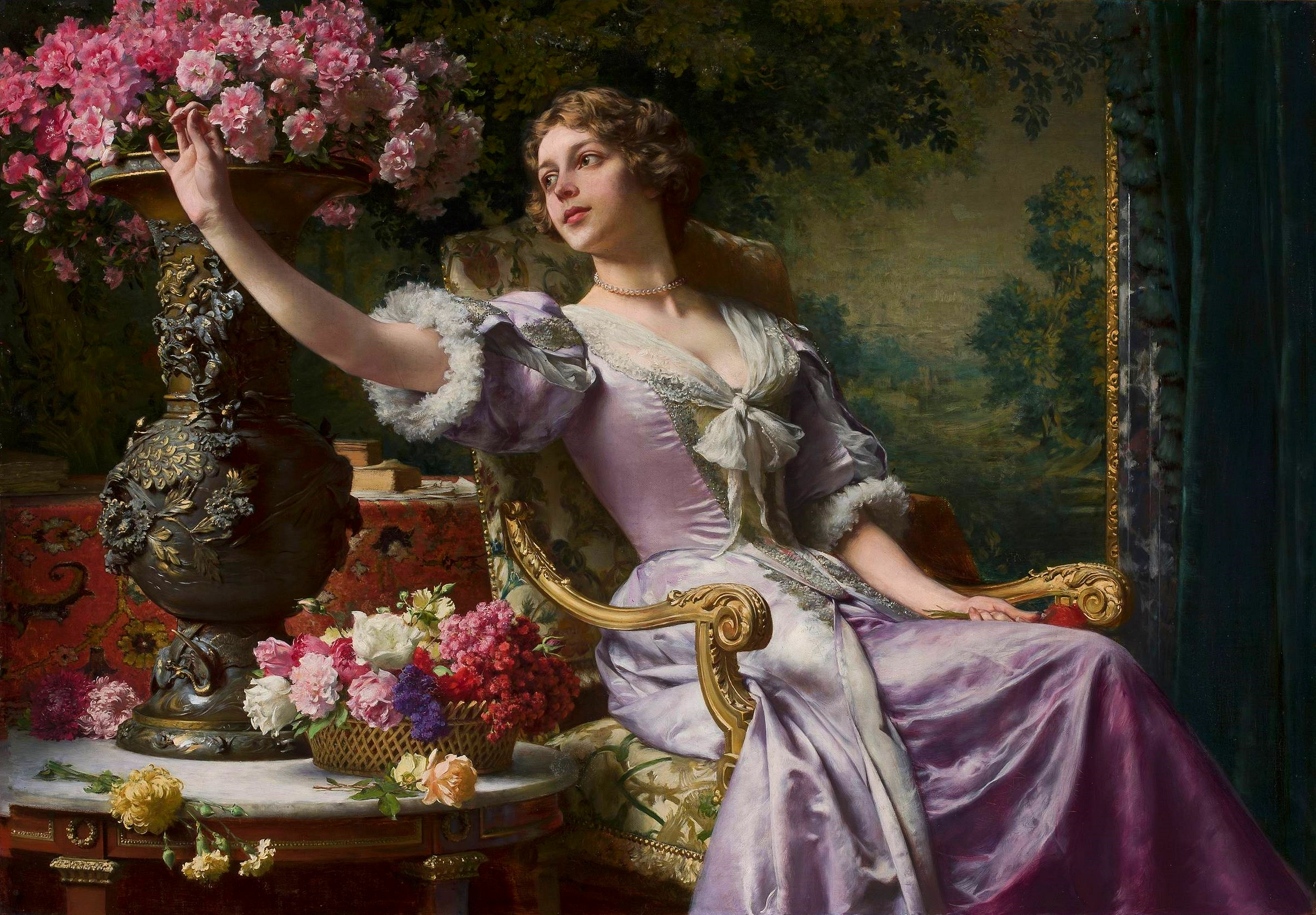
Dame im Lila Kleid
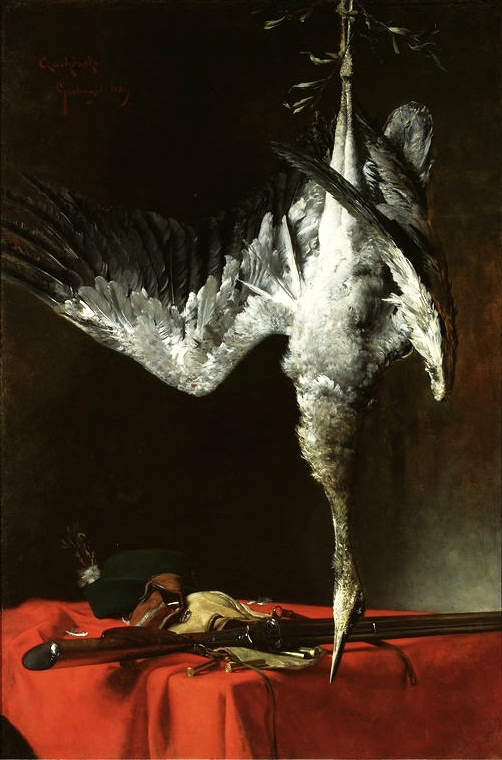
Stillleben mit Reiher
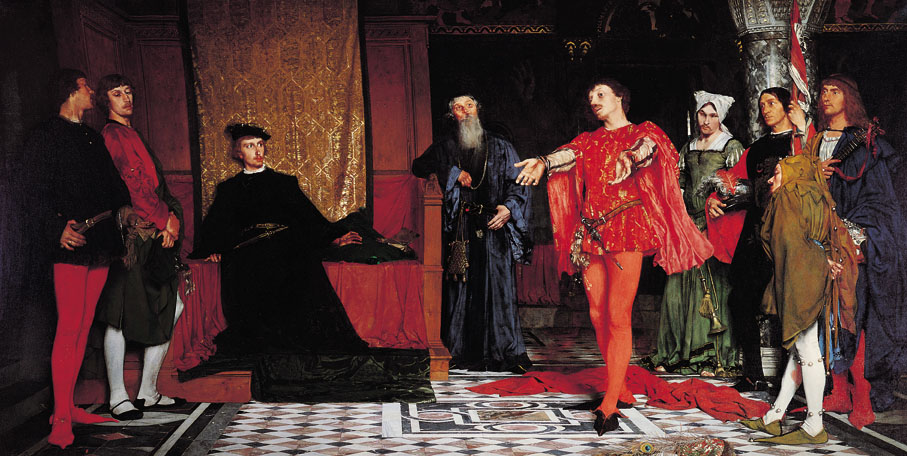
Schauspieler vor Hamlet
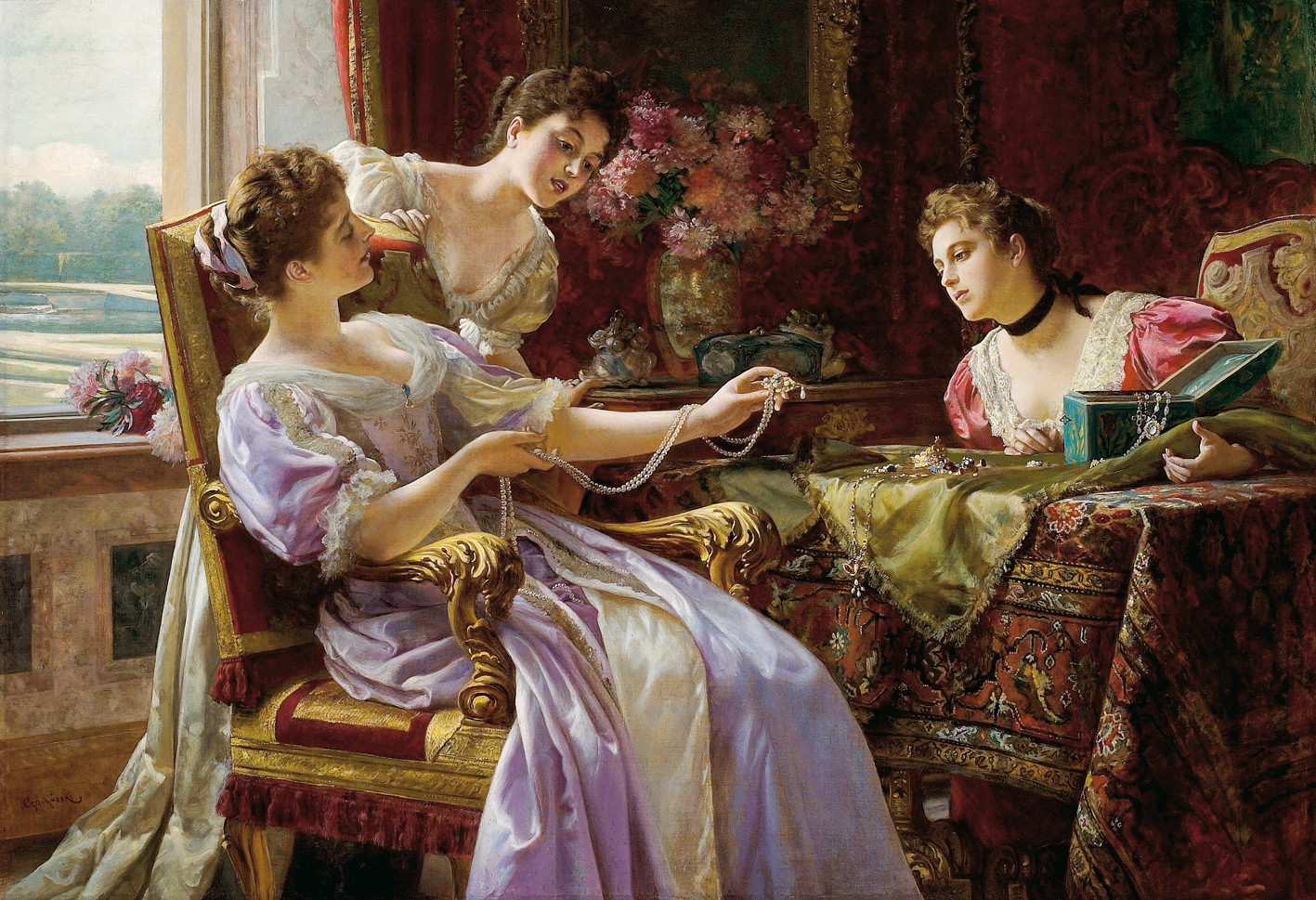
Das Schatzkästchen